# هارتویگ اشتینکن
هارتویگ اشتینکن (انگلیسی: Hartwig Steenken; ۲۳ ژوئیهٔ ۱۹۴۱ – ۱۰ ژانویهٔ ۱۹۷۸) سوارکار اهل آلمان بود.
وی در مسابقات کشوری و بین‌المللی در مجموع برندهٔ ۱ مدال طلا شده‌است.